# High and Mighty
High and Mighty – dziewiąty album brytyjskiej rockowej grupy Uriah Heep wydany w czerwcu 1976. Ostatni album z udziałem wokalisty David Byrona.

## Lista utworów
| 1.  | "One Way or Another" (Ken Hensley)        | 4:37  |
|     |                                           |       |
| 2.  | "Weep in Silence" (Hensley, John Wetton)  | 5:09  |
|     |                                           |       |
| 3.  | "Misty Eyes" (Hensley)                    | 4:15  |
|     |                                           |       |
| 4.  | "Midnight" (Hensley)                      | 5:40  |
|     |                                           |       |
| 5.  | "Can't Keep a Good Band Down" (Hensley)   | 3:40  |
|     |                                           |       |
| 6.  | "Woman of the World" (Hensley)            | 3:10  |
|     |                                           |       |
| 7.  | "Footprints in the Snow" (Hensley,Wetton) | 3:56  |
|     |                                           |       |
| 8.  | "Can't Stop Singing" (Hensley)            | 3:15  |
|     |                                           |       |
| 9.  | "Make a Little Love" (Hensley)            | 3:24  |
|     |                                           |       |
| 10. | "Confession" (Hensley)                    | 2:14  |
|     |                                           |       |
|     |                                           | 39:20 |
|     |                                           |       |

## Twórcy
- David Byron – wokal
- Ken Hensley – organy, pianino, syntezator Mooga, dzwony rurowe, elektryczne pianino, gitara, wokal
- Mick Box – gitara
- John Wetton – gitara basowa. melotron, pianino elektroniczne, wokal
- Lee Kerslake – perkusja, wokal